# جيرهارد هوند
جيرهارد فريدريش هوند (بالإنجليزية: Gerhard Friedrich Hund) (ولد في 4 فبراير 1932 في لايبزيغ) هو لاعب شطرنج ألماني وعالم رياضيات وحاسوب.

## حياته
جيرهارد فريدريش هوند هو الابن الأصغر للفيزيائي فريدريش هوند (1896-1997). درس في جامعة فريدريش شيلر في جامعة ينا (1950-1951) وفي جامعة غوته في فرانكفورت (1951-1955). بعد التخرج، كان متعاونًا مع ألوين فالتر في معهد الرياضيات التطبيقية في جامعة دارمشتات للتكنولوجيا.
من 1961 إلى 1995 كان الرئيس التنفيذي لشركة باير في ليفركوزن.

## وصلات خارجية
- جيرهارد هوند على موقع الاتحاد الدولي للشطرنج (الإنجليزية)
- جيرهارد هوند على موقع مباريات الشطرنج (الإنجليزية)
- جيرهارد هوند على موقع 365Chess.com (الإنجليزية)
- جيرهارد هوند على موقع Chesstempo.com (الإنجليزية)
- جيرهارد هوند على موقع اتحاد المراسلات الدولية للشطرنج (الإنجليزية)